# Looprider
Looprider（ループライダー）は、日本の3人組バンド。2013年結成。所属レーベルはCall And Response Records。

## メンバー
- Ryotaro - バリトン・ギター、ボーカル
- Haruka - ギター、ボーカル
- Ryo7 - ドラムス

## 略歴
- 2013年
  - 東京で結成。
- 2015年
  - 8月19日にEP「My Electric Fantasy」をCall And Response Recordsから発表。
- 2016年
  - 5月4日にEP「Ascension」をCall And Response Recordsから発表。
- 2017年
  - 3月1日に「Umi」をCall And Response Recordsから発表。[2]。
  - 『Umi』のリリースイベントを3月29日新代田Feverで開催。ゲストアクトとしてmoja、ルミナスオレンジが出演。[2]。
  - 10月14日に『Ascension』のカセットテープ版をリリース。CDと同内容の9曲のほか、「The Other Side Of Ascension」と題したアルバム収録曲の別アレンジバーションが追加されている。[3]。
  - 11月23日に東京・東高円寺二万電圧でワンマンライブ「Pop Sabbath 666」を開催する。[4]。
- 2018年
- 2019年
  - 9月22日に東高円寺二万電圧で『Ouroboros』リリース記念イベントを開催。ゲストアクトとしてMelt-Banana、GROUNDCOVER.、P-iPLEが出演。[5]。
  - 10月2日にアルバム『Ouroboros』をCall And Response Recordsから発表。[6]。
- 2020年
  - Call And Response Records主催のコンピレーション・アルバム『Call And Response Records Is Half Dead』に参加。[7]。
  - 12月4日に『MOON』をCall And Response Recordsから発表。[8]。
- 2021年
- 2022年
  - 米カートゥーン ネットワークの深夜帯枠アダルトスイム（Adult Swim）主催のコンピレーション・アルバム『Japan Is Loud』に参加。[9]。

## ディスコグラフィ

### アルバム
- Ouroboros (2019年、Call And Response Records)
- Metamorphose (2023年、Call And Response Records)

### ミニアルバム・EP
- My Electric Fantasy (2015年、Call And Response Records)
- Ascension (2016年、Call And Response Records)
- Inside The Ouroboros (2020年、Call And Response Records)

### シングル
- Umi (2017年、Call And Response Records)
- MOON (2020年、Call And Response Records)

### その他
- V.A  Drunk Ambient Moods 1 (2020年、Pipo Records)
  - 「The Ghost Has Come For Me」を収録。
- V.A  Call And Response Is Half Dead (2022年、Call And Response Records)
  - 「Farewell」、「Gala」を収録。
- V.A  Japan Is Loud (2022年、Adult Swim)
  - 「Red」を収録。